# تاریخچه علم مواد
علم مواد از زمان آغاز بشریت موجب توسعه و گسترش تمدن‌ها شده‌است. استفاده از مواد بهتر برای ساخت ابزارها و سلاح‌ها اجازه گسترش و تسخیر سرزمین‌ها را به بشر داده‌است و همچنین پیشرفت در فرآوری موادی مانند فولاد و آلومینیوم همچنان بر جوامع فعلی تأثیر می‌گذارد. مورخان مواد را بخش مهمی از تمدن‌ها می‌دانند، به طوری که تمام دوره‌های زمانی با مواد غالب مورد استفاده (عصر حجر، عصر برنز، عصر آهن) شناخته می‌شوند. در طول تاریخ کنترل مواد در بهترین حالت از طریق کیمیاگری یا روش‌های تجربی بوده‌است. مطالعه و توسعه شیمی و فیزیک به مطالعه مواد کمک کرد و در نهایت مطالعه بین رشته‌ای علم مواد از ترکیب این مطالعات پدید آمد. تاریخ علم مواد مطالعه چگونگی استفاده و توسعه مواد مختلف در طول تاریخ و تأثیر آن مواد بر فرهنگ مردمان زمین است. اصطلاح " عصر سیلیکون " گاهی مواقع برای اشاره به دوره مدرن تاریخ در اواخر قرن ۲۰ تا اوایل قرن ۲۱ استفاده می‌شود.

## ماقبل تاریخ
در بسیاری از اوقات، فرهنگ‌های مختلف مواد را به عنوان تنها سوابق خود باقی می‌گذارند. که انسان‌شناسان می‌توانند برای تعریف وجود چنین فرهنگ‌هایی از آن استفاده کنند. استفاده بیشتر از مواد پیچیده‌تر به باستان شناسان اجازه داد تا شخصیت‌ها و تمایز بین مردم را مشخص کنند. این موضوع تا حدی به دلیل استفاده از مواد در فرهنگ و مزایا و معایب مرتبط با آن است. فرهنگ‌های عصر سنگ بر اساس اینکه چه سنگ‌هایی را می‌توانستند به صورت محلی بیابند و چه سنگ‌هایی را می‌توانستند از طریق تجارت به دست آورند، محدود می‌شدند. برخی مواقع استفاده از سنگ آتشزنه در حدود ۳۰۰۰۰۰ سال قبل از میلاد به عنوان آغاز استفاده از سرامیک در نظر گرفته می‌شود. آنچه که پیشرفت قابل توجهی را نشان می‌دهد استفاده از تبرهای سنگی صیقلی است، زیرا انواع بسیار گسترده‌تری از سنگ‌ها می‌توانستند به عنوان ابزار مورد استفاده قرار گیرند.

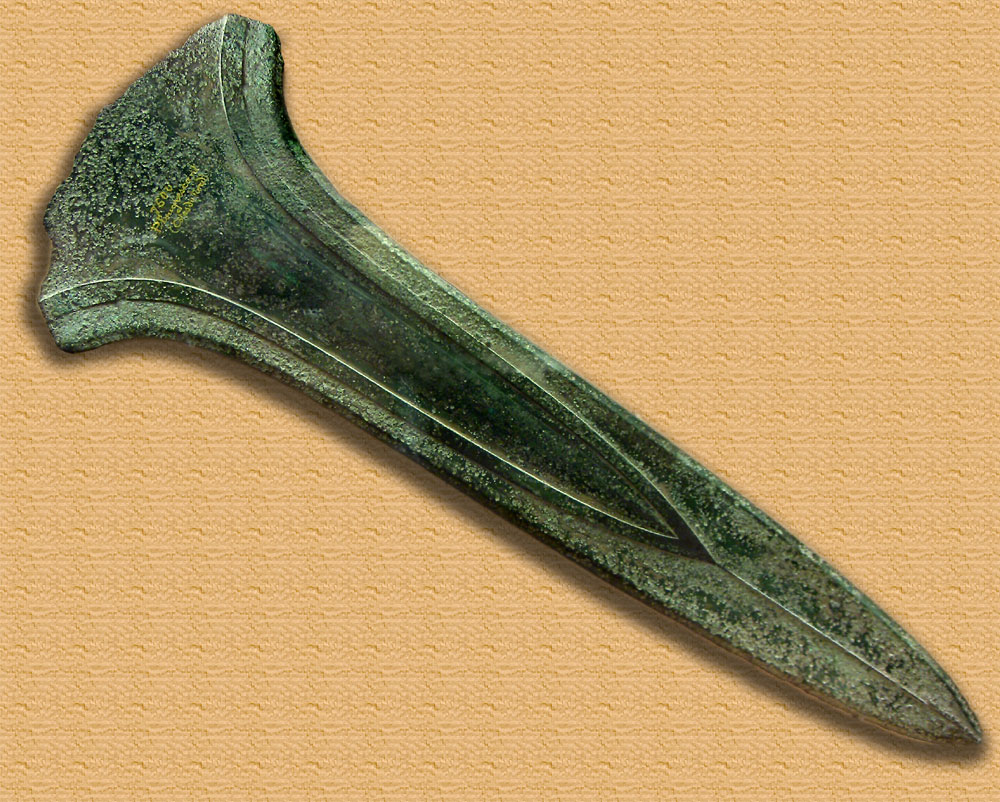
یک تیغه خنجر در اواخر عصر برنز.

نوآوری ذوب و ریخته‌گری فلزات در عصر برنز سبب تغییر روش توسعه و تعامل فرهنگ‌ها با یکدیگر شد. از حدود ۵۵۰۰ سال قبل از میلاد مسیح، آهنگران اولیه شروع به شکل‌دادن مجدد به فلزات بومی مس و طلا، بدون استفاده از آتش و با استفاده از ابزار و سلاح کردند. حدود ۵۰۰۰ سال قبل از میلاد حرارت دادن به مس و شکل‌دادن به آن با چکش آغاز شد. ذوب و ریخته‌گری حدود ۴۰۰۰ سال قبل از میلاد آغاز شد. در حدود ۳۵۰۰ سال قبل از میلاد علم متالورژی با پالایش مس از سنگ معدن آغاز شد. برنز به عنوان اولین آلیاژ حدود ۳۰۰۰ سال قبل از میلاد مورد استفاده قرار گرفت.

## عصر سنگ
استفاده از مواد در عصر حجر آغاز شد. معمولاً از موادی مانند استخوان، الیاف، پر، صدف، پوست حیوانات و خاک رس برای سلاح، ابزار، جواهرات و پناهگاه استفاده می‌شد. اولین ابزارها در عصر پارینه سنگی به نام اولدوان مورد استفاده قرار می‌گرفتند. این‌ها ابزارهایی بودند که از سنگ‌های خرد ساخته شده‌بودند و برای اهداف تحقیقاتی مورد استفاده قرار می‌گرفتند. با ادامه تاریخ و رسیدن به عصر میان سنگی، ابزارها با لبه‌هایی تیزتر، پیچیده‌تر و متقارن‌تر طراحی شدند. با حرکت به سمت عصر نوسنگی، کشاورزی شروع به توسعه کرد زیرا ابزارهای جدیدی برای کشاورزی کشف شد. با نزدیک شدن به پایان عصر حجر، انسان‌ها شروع به استفاده از مس، طلا و نقره به عنوان ماده کردند. به دلیل نرمی این فلزات، کاربرد عمومی آن برای تشریفات و ایجاد زیورآلات یا تزئینات بوده و جایگزین سایر مواد برای استفاده در ابزار نمی‌شود. سادگی ابزارهای مورد استفاده به درک راحت سبک زندگی بشر آن زمان کمک می‌کند.

## عصر برنز
استفاده از مس در تمدن‌ها بسیار قابل توجه بود، خاصیت ارتجاعی و انعطاف‌پذیری به آن اجازه می‌دهد که به شکل‌های مفید چکش خواری شود، اگرچه مزایای مس بسیار زیاد بود، اما این ماده برای به کار رفتن در مقیاس‌های بزرگ استحکام لازم را نداشت. به واسطه آزمایش یا به‌طور تصادفی، افزودن برخی مواد خاص به فلز مس منجر به ایجاد آلیاژ فلزی جدید برنز با استحکام بالا شد. برنز در اصل از مس و آرسنیک تشکیل شده بود.

## عصر آهن
استفاده از آهن از حدود ۱۲۰۰ سال قبل از میلاد مورد توجه قرار گرفت. در قرن دهم قبل از میلاد، تولید شیشه در خاور نزدیک باستان آغاز شد. در قرن سوم قبل از میلاد، مردم در هند باستان فولاد ووتز را به عنوان اولین فولاد بوته‌ای توسعه دادند. در قرن اول قبل از میلاد، شیشه‌گری در فنیقیه شکوفا شد. در قرن دوم، فولادسازی در منطقه هان چین رواج یافت. در قرن چهارم پس از میلاد ستون آهنی دهلی ساخته شد، که قدیمی‌ترین نمونه بازمانده از فولاد مقاوم در برابر خوردگی است.

## دوران باستان

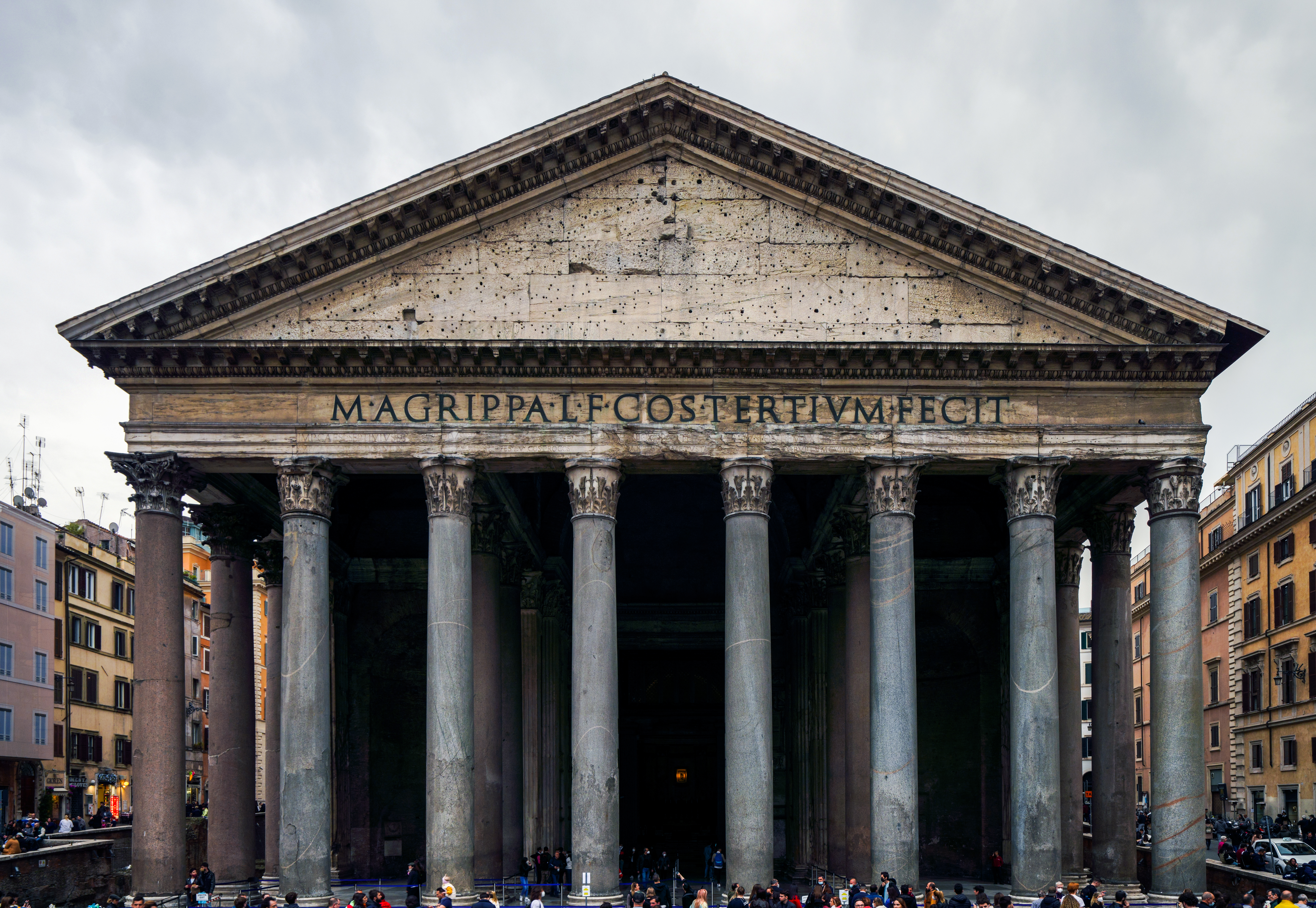
پانتئون در رم.

چوب، استخوان، سنگ و خاک از جمله موادی بودند که پایه‌های امپراتوری روم را تشکیل دادند. رومی‌ها سنگ آهک پودری، خاکستر آتشفشانی که از کوه وزوویوس پیدا شده بود را با آب مخلوط می‌کردند تا خمیر سیمان درست کنند. فعل و انفعالات آتشفشانی با سنگدانه‌ها و جوش سنگ‌های حاوی مواد کریستالی، موادی را تولید می‌کند که متفاوت از سنگ نرم و رسوبی و سیلت است. با کشف خمیر سیمان، امکان ساخت سازه‌هایی به وسیلهٔ سنگ‌های نامنظم فراهم شد و فضاهای خالی را برای ایجاد یک ساختار محکم پر کرد. سیمان باهیدرات شدن استحکام بیشتری پیدا می‌کند و در نتیجه با گذشت زمان پیوند قوی‌تری ایجاد می‌کند. با سقوط امپراتوری روم غربی و ظهور بیزانس، این دانش در میان بیشتر مردم از بین رفت، به غیر از راهبان کاتولیک، که از معدود کسانی بودند که می‌توانستند لاتین ویترویوس را بخوانند و از خمیر بتن استفاده کنند. این یکی از دلایلی است که پانتئون بتنی رم می‌تواند به مدت ۱۸۵۰ سال دوام بیاورد.
استفاده از آزبست به عنوان یک ماده در یونان باستان رواج یافت، به ویژه زمانی که ویژگی‌های ضد حریق مواد آشکار شد. بسیاری از محققان بر این باورند که کلمه آزبست از یک اصطلاح یونانی به نام sasbestos به معنای خاموش شدنی یا خاموش نشدنی گرفته شده‌است. لباس‌های اشراف، پارچه‌های روی میز و سایر زینت‌های تنور همگی با پارچه‌ای از مواد الیافی تزیین می‌شدند، زیرا این مواد را می‌توان با انداختن مستقیم در آتش تمیز کرد. با این حال، استفاده از این مواد بدون اشکال نبود، پلینیوس، به وجود ارتباطی بین مرگ سریع بردگانی که در معدن آزبست کار می‌کردند اشاره کرد. او توصیه کرد که بردگانی که در این محیط کار می‌کنند از پوست بلبل به عنوان دستگاه تنفس موقت استفاده کنند.
پس از اینکه خنجرهای ساخته شده از استخوان ران شکارچیان اولیه توسط تبرهای چوبی و سنگی و سپس با وسایل مسی، برنزی و آهنی تمدن روم جایگزین شد، جستجو برای شناسایی و جمع‌آوری مواد گرانبهاتر افزایش یافت؛ بنابراین زرگری در قرون وسطی به نام بن‌ونوتو چلینی می‌توانست به دنبال طلا باشد و از آن دفاع کند که باید از آن به عنوان زینت تاج دوک‌ها و پاپ‌ها استفاده شود. زندگی‌نامه بن‌ونوتو چلینی شامل یکی از اولین توصیفات یک فرایند متالورژیکی است.
استفاده از چوب پنبه که به تازگی به مقوله علم مواد اضافه شده‌است، اولین بار توسط هوراس، پلینی و پلوتارک مطرح شد. در دوران باستان از جمله در ماهیگیری و وسایل ایمنی به دلیل خاصیت شناوری از چوب پنبه استفاده می‌شد، همچنین به عنوان وسیله حکاکی، درپوش ظروف و عایق بندی، مورد استفاده قرار می‌گرفت. همچنین در قرن دوم برای کمک به درمان طاسی استفاده می‌شد.
در دوران روم باستان، دمیدن شیشه به هنری تبدیل شد که شامل تزئینات و رنگ آمیزی بود. همچنین با استفاده از قالب امکان ایجاد اشکال پیچیده‌ای فراهم شد. این فناوری امکان تقلید از سنگ‌های قیمتی را فراهم ساخت. شیشه پنجره با ریخته‌گری در قالب‌های سفالی مسطح شکل می‌گیرد و سپس جدا شده و تمیز می‌شود.
کامپوزیت‌های پلیمری نیز در این بازه زمانی به شکل چوب ظاهر شدند. تا ۸۰ سال قبل از میلاد، رزین و کراتین به ترتیب در لوازم جانبی به عنوان کهربا و لاک لاک پشت استفاده می‌شدند.
قرن اول قبل از میلاد در منطقه اسکندریه، شیشه‌گری تا حدی به واسطه وجود کوره‌های جدید که می‌توانستند دماهای بالاتری را با استفاده از لوله نی سفالی ایجاد کنند، توسعه یافت. خاکستر گیاه و شیشه ناترون، در قطعات دمیده شده استفاده می‌شد. گیاهان ساحلی و نیمه بیابانی به دلیل محتوای کم اکسید منیزیم و اکسید پتاسیم بهترین عملکرد را داشتند. شام، شمال آفریقا، و ایتالیا سرزمین‌هایی بودند که ظروف شیشه‌گری شده در آن‌ها رواج داشت.

## قرون وسطی
قدمت مواد اولیه چینی کشف شده به دوره نوسنگی بازمی‌گردد، تکه‌هایی از این مواد در مکان‌های باستان‌شناسی مربوط به دوره هان شرقی در چین یافت شده‌است. تخمین زده می‌شود که این اقلام از ۱۲۶۰ درجه سانتی‌گراد تا ۱۳۰۰ درجه سانتی‌گراد حرارت دیده‌باشند. در قرن هشتم، پرسلان در سلسله تانگ چین اختراع شد. پرسلان منجر به توسعه سیستماتیک کوره‌های پرکاربرد در چین شد، که کیفیت و کمیت تولید پرسلان را افزایش داد. لعاب سرامیک توسط شیمیدانان و سفالگران عرب در بصره عراق اختراع شده‌است.
در اوایل قرون وسطی، روش ساخت پنجره‌ها بیشتر به سمت گلوله‌های رنگی شیشه‌گری شده که بعداً صاف می‌شدند، معطوف می‌شد، سپس در اواخر قرون وسطی، این روش از دوران باستان با چند تغییر و اصلاح جزئی، که شامل نورد با غلتک‌های فلزی بود، به آن بازگشت.
در قرن نهم، سنگینه در عراق اختراع شد، و ظروف براق در منطقه بین‌النهرین پدید آمدند. در قرن یازدهم، فولاد دمشق در خاورمیانه توسعه یافت. در قرن ۱۵، یوهانس گوتنبرگ نوع فلز به کار رفته در آلیاژها را توسعه داد.

## دوره مدرن اولیه
در سال ۱۵۴۰، وانوکیو برینگوکیو نخستین کتاب سیستماتیک در مورد متالوژی را منتشر کرد
در قرن هفدهم، دو نظریه علمی جدید گالیله (استحکام مواد و سینماتیک) اولین اظهارات کمی درمورد علم مواد را در بر می‌گرفت.
در قرن هجدهم، ویلیام چمپیون فرآیندی را برای تولید فلز روی از طریق تقطیرکالامین و زغال چوب کشف کرد، برایان هیگینز حق ثبت اختراع سیمان هیدرولیک (گچ بری) را برای استفاده به عنوان گچ اخذ کرد، و الساندرو ولتا با استفاده مس و روی باتری اسیدی ساخت.
در قرن نوزدهم، توماس یوهان سیبک، ترموکوپل را اختراع کرد، جوزف آسپین سیمان پرتلند را و چارلز گودیر لاستیک ولکانیزه را اختراع کرد، لوئیس داگر و ویلیام فاکس تالبوت فرآیندهای عکاسی مبتنی بر نقره را اختراع کردند، جیمز کلرک ماکسول عکاسی رنگی را به ظهور رساند، همچنین چالز فریتز اولین سلول‌های خورشیدی را با استفاده از وافل سلنیوم ساخت.
پیش از ابتدای دههٔ ۱۸۰۰، آلومینیوم به عنوان یک فلز جداگانه تولید نمی‌شد، تا اینکه در سال ۱۸۲۵; هانس کریستین اورستد روش ایجاد آلومینیوم به عنوان یک عنصر را از طریق کاهش کلرید آلومینیوم کشف کرد. از آنجایی که آلومینیوم یک عنصر سبک با خواص مکانیکی خوب بود، به‌طور گسترده‌ای به دنبال جایگزینی فلزات سنگین تر مانند نقره و طلا توسط آلومینیوم بودند. ناپلئون سوم برای مهمانان ویژه خود از بشقاب‌ها و ظروف آلومینیومی استفاده می‌کرد و برای بقیه مهمان‌ها از ظروف نقره ای استفاده می‌شد. با این حال، فرایند تولید آلومینیوم هنوز گران بود و قادر به تولید این فلز در مقادیر زیاد نبودند.
در سال ۱۸۸۶، چارلز مارتین هال اهل آمریکا و پل هرول فرانسوی فرآیندی کاملاً مستقل از یکدیگر برای تولید آلومینیوم از اکسید آلومینیوم از طریق الکترولیز اختراع کردند. این فرایند به آلومینیوم این امکان را می‌داد که ارزان‌تر از هر زمان دیگری تولید شود و زمینه را برای تبدیل یک فلز گران‌بها به کالا را به آسانی فراهم ساخت. در سال ۱۸۸۸، کارل یوزف بایر در سن پترزبورگ برای توسعه روشی برای ساخت آلومینا خالص برای صنعت نساجی تلاش می‌کرد. این فرایند شامل حل کردن اکسید آلومینیوم از ماده معدنی بوکسیت برای تولید گیبسیت بود که می‌توان آن را دوباره به آلومینا خام تبدیل کرد. فرایند بایر و فرایند هال-هروولت امروزه هنوز برای تولید اکثر آلومینا و آلومینیوم جهان استفاده می‌شود.

## علم مواد به عنوان یک رشته تحصیلی
بیشتر رشته‌های مطالعاتی دارای پدری بنیان‌گذار هستند، مانند نیوتن در فیزیک و لاووازیه در شیمی. از سوی دیگر علم مواد هیچ شخصیت مرکزی ندارد که در زمینه توسعه و پیشرف علم مواد حرکت قابل توجه کرده‌باشد. در دهه ۱۹۴۰، همکاری‌های زمان جنگ در زمینه‌های مطالعاتی متعدد برای ایجاد پیشرفت‌های فنی، زمینه را برای مطالعات آینده فراهم کرد، که بعدها سبب ایجاد رشتهٔ علم و مهندسی مواد شد. در دهه ۱۹۵۰ در طول جنگ سرد، کمیته مشاوره علمی رئیس‌جمهور ایالات متحده (PSAC) مطالعه مواد را در اولویت قرار داد، زیرا متوجه شد که مواد عامل محدود کننده پیشرفت در فضا و فناوری نظامی هستند. وزارت دفاع با پنج دانشگاه (هاروارد، MIT، براون، استنفورد، و شیکاگو) قراردادی امضا کرد، که بیش از ۱۳ میلیون دلار برای تحقیقات مواد تأمین می‌کرد. قسمت‌هایی از برخی مؤسسه‌ها در دهه ۱۹۶۰ عناوین خود را از «متالورژی» به «متالورژی و علم مواد» تغییر دادند.

## علم مواد مدرن
در اوایل قرن بیستم، اکثر دانشکده‌های مهندسی دارای بخش متالورژی و گاهی مواقع سرامیکبودند. تلاش فراوانی برای در نظر گرفتن فازهای آستنیت - مارتنزیت - سمنتیت یافت شده در نمودار فازی آهن - کربن که زیربنای تولید فولاد است، انجام شد. درک بنیادی سایر مطالب به اندازه کافی پیشرفته نبود که بتوان آنها را به عنوان موضوعات آکادمیک در نظر گرفت. در دوران پس از جنگ جهانی دوم، مطالعه نظام مند پلیمرها به سرعت پیشرفت کرد. مدیران و دانشمندان به جای ایجاد دپارتمان‌های علوم پلیمری جدید در دانشکده‌های مهندسی، علم مواد را به‌عنوان یک رشته جدید بین‌رشته‌ای به خودی خود در نظر گرفتند، رشته‌ای که همه مواد با اهمیت مهندسی را از دیدگاهی واحد در نظر می‌گرفت. دانشگاه نورث وسترن اولین بخش علم مواد را در سال ۱۹۵۵ تأسیس کرد.
ریچارد ای ترسلر یک رهبر بین‌المللی در توسعه مواد در دمای بالا بود. او در آزمایش و استفاده از الیاف در دمای بالا، ابزار دقیق و روش‌های آزمایشی پیشرفته برای مواد حرارتی، طراحی و تأیید عملکرد سرامیک‌ها و کامپوزیت‌ها در کاربردهای هوافضا، صنعتی و انرژی با دمای بالا پیشتاز بود. او بنیان‌گذار مرکز مواد پیشرفته (CAM) بود. دیدگاه او برای تحقیقات میان رشته‌ای نقش کلیدی در ایجاد مؤسسه تحقیقات مواد داشت. نقش ترسلر در علم مواد با سخنرانی او در ایالت پن که به افتخار او نامگذاری شد، جشن گرفته می‌شود.
انجمن تحقیقات مواد (MRS) در ایجاد هویت و انسجام برای این حوزه جوان بسیار مؤثر بوده‌است. MRS زاییده فکر پژوهشگران دانشگاه ایالتی پنسیلوانیا بود و از بحث‌هایی که توسط پروفسور رستم روی در سال ۱۹۷۰ آغاز شد، رشد کرد. از سال ۲۰۰۶، انجمن تحقیقات مواد به یک جامعه بین‌المللی تبدیل شده‌است که تعداد زیادی از جلسات در حوزه علم و مهندسی مواد را حمایت می‌کند و بیش از ۱۳۰۰۰ عضو دارد. MRS از جلساتی حمایت می‌کند که به سمپوزیوم‌هایی با موضوعات مختلف تقسیم می‌شوند، برخلاف جلسات متمرکزتر که معمولاً توسط سازمان‌هایی مانند انجمن فیزیک آمریکا یا IEEE (مؤسسه مهندسان برق و الکترونیک) مورد حمایت قرار می‌گیرند. ماهیت میان رشته‌ای جلسات MRS تأثیر زیادی بر جهت‌گیری علم داشته‌است، به ویژه در محبوبیت مطالعه مواد نرم، که در ارتباط با زیست‌شناسی، شیمی، فیزیک و مهندسی مکانیک و برق هستند. به دلیل وجود کتاب‌های درسی یکپارچه، انجمن‌های تحقیقاتی، کرسی‌های دانشگاهی در سراسر نقاط جهان، برنامه‌های کارشناسی، کارشناسی ارشد و دکتری و سایر شاخص‌های شکل‌گیری یک رشته، منصفانه است که علم مواد را یک رشته نامگذاری کنیم.

## عصر سیلیکون
ویلیام هنری براگ به همراه پسرش ویلیام لارنس براگ در موسسه فیزیک در طول جنگ جهانی دوم، رشته بلور نگاری را، که در آن اشعه ایکس از طریق بلورهای یک ماده جامد تابش پیدا می‌کرد را تأسیس کردند. پس از شروع عصر سیلیکون و عصر اطلاعات، علم مواد به یک رشتهٔ اصلی تبدیل شد. این امر منجر به توسعه رایانه‌های مدرن و سپس تلفن‌های همراه و همچنین کوچک‌تر، سریع‌تر و قدرتمندتر کردن آن‌ها شد. این اتفاق به نوبه خود رایانه‌ها را قادر ساخت تا برای حل محاسبات پیچیدهٔ کریستالوگرافی و آزمایش ها کریستالوگرافی خودکار مورد استفاده قرار گیرند، همچنین به پژوهشگران این امکان را داد تا روش‌های دقیق و قدرتمندتری طراحی کنند. از سال ۱۹۶۰ همراه با پیشرفت رایانه و کریستالوگرافی، توسعه فناوری لیزر منجر به توسعه دیودهای نور گسیل (مورد استفاده در پخش کننده‌های DVD و تلفن‌های هوشمند)، ارتباطات فیبر نوری (مورد استفاده در مخابرات‌جهانی)، و میکروسکوپ کانفوکال به عنوان یک ابزار کلیدی در علم مواد شد.
محمد آتالا، در آزمایشگاه نیمه هادی هیولت پاکارد در دهه ۱۹۶۰، یک برنامه تحقیقاتی علم مواد را راه اندازی کرد که یک فناوری پایه برای دستگاه‌های گالیم آرسنید، فسفید آرسنید گالیم و آرسنید ایندیمآرسنید ایندیم ارائه می‌کرد. این دستگاه‌ها به فناوری اصلی مورد استفاده بخش مایکروویو شرکت اچ پی برای توسعه جاروها و تحلیلگرهای شبکه‌ای تبدیل شدند که فرکانس ۲۰ تا ۴۰ گیگاهرتز را فراهم می‌کردند و بیش از ۹۰ درصد بازار ارتباطات نظامی را در اختیار شرکت اچ پی قرار دادند.